# Grans
 Grans  es una comuna (municipio) de Francia, en la región de Provenza-Alpes-Costa Azul, departamento de Bocas del Ródano, en el distrito de Aix-en-Provence y cantón de Salon-de-Provence.
Su población en el censo de 1999 era de 3.753 habitantes. Forma parte de la aglomeración urbana de Salon-de-Provence.
Está integrada en el Syndicat d’agglomération nouvelle Ouest Provence.

## Demografía
| 2216 | 2446 | 2801 | 3095 | 3438 | 3754 |
| Para los censos de 1962 a 1999 la población legal corresponde a la población sin duplicidades (Fuente: INSEE [Consultar]) |      |      |      |      |      |